# Боярское (Погореловское сельское поселение)
Боярское — деревня в Тотемском районе Вологодской области.
Входит в состав Погореловского сельского поселения, с точки зрения административно-территориального деления — в Погореловский сельсовет.
Расстояние по автодороге до районного центра Тотьмы — 60,5 км, до центра муниципального образования деревни Погорелово — 0,5 км.
По переписи 2002 года население — 7 человек.